# Xã Oscoda, Michigan
Xã Oscoda (tiếng Anh: Oscoda Township) là một xã thuộc quận Iosco, tiểu bang Michigan, Hoa Kỳ. Năm 2010, dân số của xã này là 6.997 người.